# 小野洋太
小野 洋太（おの ようた、1964年〈昭和39年〉12月18日 - ）は、日本の経産官僚。

## 来歴
大阪府堺市出身。灘高等学校を経て、1989年（平成元年）、東京大学法学部を卒業。同年4月、通商産業省に入省。入省後、資源エネルギー庁長官官房国際課長、貿易経済協力局貿易保険課長、同局通商金融・経済協力課長、資源エネルギー庁長官官房国際資源エネルギー戦略統括調整官、同庁資源・燃料部長、財務省大臣官房参事官（副財務官、関税局・国際局担当）、資源エネルギー庁長官官房資源エネルギー政策統括調整官兼経済産業省大臣官房エネルギー・環境・イノベーション政策統括調整官などを歴任。
2021年（令和3年）6月23日、日本政策金融公庫専務取締役兼企画管理本部長兼企画管理本部総務・企画部門長に就任。
2024年（令和6年）7月1日、特許庁長官に就任。